# Station Dobrzyca
Station Dobrzyca is een spoorwegstation in de Poolse plaats Dobrzyca.